# Belgian Open
O Belgian Open foi um torneio masculino de golfe, disputado intermitentemente entre 1910 e 2000. Fez parte do calendário do Circuito Europeu em 1978–79, 1987–94 e 1998–2000 e nos dois últimos destas três épocas, teve diversos nomes patrocinados. Em 2000, o prêmio era de €1.019.266.
A primeira edição foi vencida pelo Arnaud Massy, o único jogador francês de golfe a vencer um grande campeonato. Outros campeões distintos incluem Walter Hagen, Henry Cotton, José María Olazábal, Nick Faldo e Lee Westwood. O jogador de golfe Flory Van Donck é o maior vencedor do torneio, tendo conquistado o título cinco vezes entre os anos de 1939 e 1956.
A Federação Belga de Golfe continua a organizar o "Aberto Nacional", mas é um torneio de dois dias e não se destina a jogadores da elite do golfe mundial.

## Campeões
| Ano                         | Campeão              | País             | Sede                       | Pontuação     | Ao par        | Margem de vitória | Vice-campeão(ões)                     |
| Belgacom Open               | Belgacom Open        | Belgacom Open    | Belgacom Open              | Belgacom Open | Belgacom Open | Belgacom Open     | Belgacom Open                         |
| --------------------------- | -------------------- | ---------------- | -------------------------- | ------------- | ------------- | ----------------- | ------------------------------------- |
| 2000                        | Lee Westwood         | Inglaterra       | Royal Zoute GC             | 266           | −18           | 4 tacadas         | Eduardo Romero                        |
| 1999                        | Robert Karlsson      | Suécia           | Royal Zoute GC             | 272           | −12           | 1 tacada          | Retief Goosen Jamie Spence            |
| 1998                        | Lee Westwood         | Inglaterra       | Royal Zoute GC             | 268           | −16           | Playoff           | Fredrik Jacobson                      |
| Alfred Dunhill Open         |                      |                  |                            |               |               |                   |                                       |
| 1995–97: Não houve torneio  |                      |                  |                            |               |               |                   |                                       |
| 1994                        | Nick Faldo           | Inglaterra       | Royal Zoute GC             | 279           | −5            | Playoff           | Joakim Haeggman                       |
| 1993                        | Darren Clarke        | Irlanda do Norte | Royal Zoute GC             | 270           | −14           | 2 tacadas         | Nick Faldo Vijay Singh                |
| Piaget Belgian Open         |                      |                  |                            |               |               |                   |                                       |
| 1992                        | Miguel Ángel Jiménez | Espanha          | Royal Zoute GC             | 274           | −10           | 3 tacadas         | Barry Lane                            |
| Renault Belgian Open        |                      |                  |                            |               |               |                   |                                       |
| 1991                        | Per-Ulrik Johansson  | Suécia           | Royal Waterloo GC          | 276           | −12           | Playoff           | Paul Broadhurst                       |
| Peugeot-Trends Belgian Open |                      |                  |                            |               |               |                   |                                       |
| 1990                        | Ove Sellberg         | Suécia           | Royal Waterloo GC          | 272           | −16           | 4 tacadas         | Ian Woosnam                           |
| Volvo Belgian Open          |                      |                  |                            |               |               |                   |                                       |
| 1989                        | Gordon J. Brand      | Inglaterra       | Royal Waterloo GC          | 273           | −11           | 4 tacadas         | Kevin Dickens                         |
| 1988                        | José María Olazábal  | Espanha          | Golf du Bercuit            | 269           | −15           | 4 tacadas         | Mike Smith                            |
| 1987                        | Eamonn Darcy         | Irlanda          | Royal Waterloo GC          | 200           | −13           | 1 tacada          | Nick Faldo Ronan Rafferty Ian Woosnam |
| Belgian Open                |                      |                  |                            |               |               |                   |                                       |
| 1980–86: Não houve torneio  |                      |                  |                            |               |               |                   |                                       |
| 1979                        | Gavan Levenson       | África do Sul    | Royal Waterloo GC          | 279           | −5            | 3 tacadas         | Bobby Cole Nick Faldo Michael King    |
| 1978                        | Noel Ratcliffe       | Austrália        | Royal Golf Club of Belgium | 280           | −12           | 1 tacada          | Chris Tickner                         |

Pré-Circuito Europeu
| Ano     | Sede                                         | Campeão                                      | Pontuação                                    | Margem de vitória                            | Vice-campeão(ões)                            | Ref                                          |
| ------- | -------------------------------------------- | -------------------------------------------- | -------------------------------------------- | -------------------------------------------- | -------------------------------------------- | -------------------------------------------- |
| 1959–77 | Não houve torneio                            | Não houve torneio                            | Não houve torneio                            | Não houve torneio                            | Não houve torneio                            | Não houve torneio                            |
| 1958    | Royal Golf Club of Belgium                   | Ken Bousfield                                | 271                                          | 3 tacadas                                    | Antonio Cerdá                                |                                              |
| 1957    | Royal Latem GC                               | Bernard Hunt                                 | 280                                          | Playoff (36 buracos)                         | Dai Rees                                     |                                              |
| 1956    | Royal Latem GC                               | Flory Van Donck                              | 269                                          | 8 tacadas                                    | Ángel Miguel                                 |                                              |
| 1955    | Royal Golf Club des Fagnes                   | Dave Thomas                                  | 290                                          |                                              |                                              |                                              |
| 1954    | Royal Antwerp GC                             | Dai Rees                                     | 287                                          |                                              |                                              |                                              |
| 1953    | Royal Waterloo GC                            | Flory Van Donck                              | 270                                          |                                              |                                              |                                              |
| 1952    | Royal Golf Club des Fagnes                   | Antonio Cerdá                                | 286                                          |                                              |                                              |                                              |
| 1951    | Royal Latem GC                               | Albert Pelissier                             | 279                                          |                                              |                                              |                                              |
| 1950    | Royal Zoute GC                               | Roberto De Vicenzo                           | 282                                          |                                              |                                              |                                              |
| 1949    | Royal Golf Club des Fagnes                   | Jimmy Adams                                  | 283                                          |                                              |                                              |                                              |
| 1948    | Royal Golf Club of Belgium                   | Willie Forrester                             | 288                                          |                                              |                                              |                                              |
| 1947    | Royal Golf Club des Fagnes                   | Flory Van Donck                              | 283                                          |                                              |                                              |                                              |
| 1946    | Royal Waterloo GC                            | Flory Van Donck                              | 289                                          |                                              |                                              |                                              |
| 1940–45 | Não houve torneio devido a II Guerra Mundial | Não houve torneio devido a II Guerra Mundial | Não houve torneio devido a II Guerra Mundial | Não houve torneio devido a II Guerra Mundial | Não houve torneio devido a II Guerra Mundial | Não houve torneio devido a II Guerra Mundial |
| 1939    | Royal Golf Club of Belgium                   | Flory Van Donck                              | 291                                          |                                              |                                              |                                              |
| 1938    | Royal Waterloo GC                            | Henry Cotton                                 | 277                                          |                                              |                                              |                                              |
| 1937    | Royal Zoute GC                               | Marcel Dallemagne                            | 285                                          |                                              |                                              |                                              |
| 1936    | Royal Golf Club des Fagnes                   | Auguste Boyer                                | 285                                          |                                              |                                              |                                              |
| 1935    | Royal Golf Club of Belgium                   | Bill Branch                                  | 283                                          | Playoff (36 buracos)                         | Flory Van Donck                              | [ 2 ]                                        |
| 1934    | Royal Waterloo GC                            | Henry Cotton                                 | 279                                          |                                              |                                              |                                              |
| 1933    | Royal Golf Club des Fagnes                   | Auguste Boyer                                | 282                                          |                                              |                                              |                                              |
| 1932    | Royal Golf Club of Belgium                   | Arthur Lacey                                 | 291                                          |                                              |                                              |                                              |
| 1931    | Royal Golf Club des Fagnes                   | Arthur Lacey                                 | 301                                          |                                              |                                              |                                              |
| 1930    | Royal Golf Club of Belgium                   | Henry Cotton                                 | 281                                          |                                              |                                              |                                              |
| 1929    | Royal Antwerp GC                             | Sid Brews                                    | 300                                          | 1 tacada                                     | Aubrey Boomer                                | [ 3 ]                                        |
| 1928    | Royal Golf Club of Belgium                   | Albert Tingey, Jr.                           | 297                                          | 3 tacadas                                    | Jack Taylor                                  | [ 4 ]                                        |
| 1927    | Royal Zoute GC                               | Marcel Dallemagne                            | 140                                          |                                              |                                              |                                              |
| 1926    | Royal Zoute GC                               | Aubrey Boomer                                | 137                                          | 9 tacadas                                    | Percy Boomer                                 | [ 5 ]                                        |
| 1925    | Royal Antwerp GC                             | Eugène Lafitte                               | 142                                          | 1 tacada                                     | Arthur Havers                                | [ 6 ]                                        |
| 1924    | Royal Zoute GC                               | Walter Hagen                                 | 142                                          |                                              | Aubrey Boomer                                |                                              |
| 1923    | Royal Golf Club of Belgium                   | Percy Boomer                                 | 143                                          |                                              |                                              |                                              |
| 1922    | Royal Golf Club of Belgium                   | Aubrey Boomer                                | 150                                          | 1 tacada                                     | C H Corlett, M Cavallo                       | [ 7 ]                                        |
| 1921    | Royal Golf Club of Belgium                   | Eugène Lafitte                               | 145                                          |                                              |                                              |                                              |
| 1920    | Royal Zoute GC                               | Rowland Jones                                | 154                                          | Playoff                                      | Aubrey Boomer, Henry Burrows                 | [ 8 ]                                        |
| 1915–19 | Não houve torneio devido à I Guerra Mundial  | Não houve torneio devido à I Guerra Mundial  | Não houve torneio devido à I Guerra Mundial  | Não houve torneio devido à I Guerra Mundial  | Não houve torneio devido à I Guerra Mundial  | Não houve torneio devido à I Guerra Mundial  |
| 1914    | Royal Antwerp GC                             | Tom Ball                                     | 144                                          | 4 tacadas                                    | Charles Mayo                                 | [ 9 ]                                        |
| 1913    | Lombardsijde GC                              | Tom Ball                                     | 145                                          | 1 tacada                                     | James Braid                                  | [ 10 ]                                       |
| 1912    | Royal Golf Club of Belgium                   | George Duncan                                | 144                                          | Playoff                                      | Ted Ray Tom Ball                             | [ 11 ]                                       |
| 1911    | Royal Golf Club of Belgium                   | Charles Mayo                                 | 144                                          | 3 tacadas                                    | Arnaud Massy                                 | [ 12 ]                                       |
| 1910    | Royal Golf Club of Belgium                   | Arnaud Massy                                 | 139                                          | 5 tacadas                                    | Sandy Herd, Harry Vardon                     | [ 13 ]                                       |

Em 1957, Hunt (137) vence Rees (145) por 8 tacadas em um playoff de 36 buracos. Em 1935, Branch (145) vence Van Donck (149) por 4 tacadas em um playoff de 36 buracos.